# Fervall Gruppe
Fervall Gruppe är en bergskedja i Österrike. Den ligger i den västra delen av landet, 500 km väster om huvudstaden Wien.
Trakten runt Fervall Gruppe består i huvudsak av gräsmarker. Runt Fervall Gruppe är det ganska glesbefolkat, med 22 invånare per kvadratkilometer.